# 梁貽俊
梁貽俊（1927年－），中國北京市中日友好醫院教授、主任醫師、碩士研究生導師，中華人民共和國首批500名老中醫藥專家之一，美國中醫藥研究院學術顧問。

## 生平
1927年6月，生於中國北京的中醫世家，其祖父和伯父均為當時北京城名醫。自幼秉承家訓，立下學醫的志向，苦讀中醫經典和背誦經文，專攻歧黃之術，並深得家傳。之後，又拜北京城名醫宗維新、趙樹屏為師，深究醫理，盡得其真傳。
1956年通過中華人民共和國國家中醫師鑑定考試合格。
1959年任北京市第一期高級西醫學習中醫班（三年制）內經教師，北京中醫學會理論研究組組長。
1966年調任遼寧省錦州錦化醫院中醫科主任，兼任遼寧省中醫院校教學，遼寧省中醫學會副理事長，遼寧省仲景研究會主任。曾多次參加大面積燒傷搶救工作，並總結經驗整理成文發表，填補了中醫學在這方面論述的空白。60年代，還對再生障礙性貧血的臨床治療經驗進行總結，認為「補腎陽可以生血，滋腎陰可以穩定病情」，提出了「補腎生血」的中醫學學術觀點。
1969年，遼寧錦西發生大洪水，當時梁貽俊是錦化醫院 乙型腦炎搶救組的負責人。在洪水泛濫的一個晚上，醫院打來電話告知一個乙腦患兒病危。當時災情嚴重，又沒有交通工具，她就拿了一根棍子探路，冒著生命危險，深夜在過腰深的水中走了一個多小時到了醫院，把那個孩子從死神手裏奪了回來。2001年接受中國的健康時報採訪時，記者問起梁貽俊教授當時有沒有想過自己的安危，她說：“當然也想過，但對患兒病危就顧不得這些了。如果因為我不去，孩子死了，我會永遠後悔和自責的。
1984年，調任中日友好醫院擔任高幹外賓病房主任、中醫大內科副主任、學術委員會委員、碩士研究生導師。在各種血液病的中西醫結合臨床治療經驗中，提出血勞、痰毒核、多發骨痹等中醫病證名，填補中醫學不足之處。
1990年，任中華全國血證委員會委員，被中華人民共和國人事部、衛生部、中醫藥管理局評選為中華人民共和國首批500名老中醫藥專家之一，獲中華人民共和國國務院頒發的“有突出貢獻政府特殊津貼”。曾多次到香港、日本、美國加州大學、哈佛大學等地進行學術交流及講學。
2001年， 《梁貽俊臨床經驗輯要》在北京由中國醫藥科技出版社出版
梁貽俊擅長中醫內科、婦科疾病的治療，尤其對血液病、血管病、消化系統、神經系統、肝病、腎病、溫熱病、不孕、畸胎等有豐富的診療經驗。時至今日，仍在北京市的中日友好醫院、鼓樓中醫醫院、前門大柵欄的北京同仁堂等地進行名老中醫專家門診

## 著作
《辨證論治綱要》、《內經教材》、《論昏迷》、《婦科手冊》、《中藥手冊》、《梁貽俊臨床經驗輯要》

## 學術思想
主張“益腎調脾是養生治病的重要環節、活血化瘀是袪病治病的重要手段、解毒排毒是驅邪治病的重要途徑”。